# حديقة هيبيا
حديقة هيبيا (باليابانية: 日比谷公園 هيبيا كوين) هي حديقة عامة في حي تشيودا، طوكيو، اليابان تمتد على مساحة 161 ألف متر مربع بين الحدائق الشرقية للقصر الإمبراطوري من الشمال، منطقة شينباشي من الجنوب وكاسوميغاسيكي من الغرب. تشتهر الحديقة باستضافة حفلات الموسيقى العامة، بالإضافة إلى ملاعب كرة المضرب.

## تاريخ
كانت الأرض مستغلة من قبل عشيرة موري و نابه-شيما أثناء فترة إيدو، وتحولت إلى الملكية العامة عام 1903.